# False Idols
Albums de Tricky
Mixed Race
(2010) Adrian Thaws
(2014)
False Idols est le dixième album de l'artiste britannique de trip hop Tricky, sorti le 23 mai 2013. C'est son premier album sur son propre label, False Idols qui dépend de !K7.
Francesca Belmonte assure les parties vocales sur la plupart des pistes (1, 3, 4, 6, 8, 9, 10, 12, 13). L'album contient également les participations vocales de Fifi Rong (7, 11), Nneka (2), et The Antlers (5) ainsi qu'un sample de Chet Baker (3).

## Titres
1. Somebody’s Sins
2. Nothing Matters
3. Valentine
4. Bonnie & Clyde
5. Parenthesis
6. Nothing’s Changed
7. If Only I Knew
8. Is that Your Life
9. Tribal Drums
10. We Don’t Die
11. Chinese Interlude
12. Does It
13. I’m Ready
14. Hey Love
15. Passion of the Christ

## Composition
Tous les titres sont composés par Adrian Thaws, à l'exception de Somebody's Sins (Patti Smith) et Chinese Interlude (Fifi Rong).
- Is That your Life, Tribal Drums et I'm Ready ont été composés avec Francesca Belmonte.
- Nothing Matters a été composé avec Nicholas et Matthew Thaws et Nneka
- Valentine contient des passages de la chanson My Funny Valentine chantée par Chet Baker et composée par Richard Rodgers et Lorenz Hart.
- Parenthesis a été composé avec The Antlers.
- If Only I Knew a été composé avec Fifi Rong.
- Does It contient des passages de la chanson Love is a Chainstore de The Ropes composée par Sharon Shy et Henry Frost.
- Hey Love contient des passages de la chanson Ghosts de Japan composée par David Sylvian.